# Konstantin Batołow
Konstantin Dobrew Batołow (bułg. Константин Добрев Батолов; ur. 3 stycznia 1878 w Sopocie, zm. 3 sierpnia 1938 w Paryżu) – bułgarski prawnik, polityk i dyplomata, deputowany do Zwyczajnego Zgromadzenia Narodowego 14. (1908–1911), 19. (1920–1923) i 21. (1923–1927) kadencji, minister spraw zagranicznych (1934), burmistrz Sofii (1910–1911, 1920–1922).

## Życiorys
Był synem Dobriego Iwanowa Batołowa i Anny. Po ukończeniu gimnazjum w Sofii odbył studia prawnicze w Paryżu. Po powrocie do kraju otworzył kancelarię adwokacką. Od 1903 związany z Partią Demokratyczną. Dzięki jej poparciu dwukrotnie pełnił urząd burmistrza Sofii (1910–1911, 1920–1922). Po podziale partii w 1923 nie wszedł w skład głównej siły politycznej, która wyłoniła się po podziale – Porozumienia Demokratycznego (Демократическия сговор).
W latach 30. pracował w służbie dyplomatycznej. W latach 1931–1934 był posłem Bułgarii we Francji, był także akredytowany w Hiszpanii i w Belgii. Po przewrocie politycznym w 1934 objął kierownictwo resortu spraw zagranicznych w rządzie Kimona Georgiewa. W 1935 podał się do dymisji i ponownie objął stanowisko posła bułgarskiego w Paryżu, które pełnił do swojej śmierci w 1938.
Był żonaty, miał czworo dzieci.